# Call of the Sea
Call of the Sea è un videogioco d'avventura sviluppato dalla Out of the Blue e pubblicato dalla Raw Fury. Il gioco è stato pubblicato per Windows, Xbox One e Xbox Series X/S l'8 dicembre 2020 mentre per PlayStation 4 e PlayStation 5 l'11 maggio 2021. 

## Trama
Norah Everhart riceve un pacco con una foto di suo marito Harry, che indica le coordinate di un'isola a est di Otaheite (Tahiti). Harry era scomparso dopo aver intrapreso una spedizione per trovare una cura per la misteriosa malattia familiare di Norah, che la sta lentamente uccidendo. Norah si reca sull'isola, che aveva più volte sognato. Spostandosi nell'entroterra, trova un campo utilizzato dalla spedizione, che consisteva in Harry, la giornalista Cassandra Ward, il meccanico Frank Dayton, il dermatologo Ernest De Witt, lo stuntman Roy Granger e la loro guida tahitiana Teaharoa.
La spedizione aveva trovato un pozzo utilizzato dagli isolani per un rituale che coinvolgeva un icore nero. Impaziente, Roy aveva usato la dinamite per aprire il pozzo, uccidendosi accidentalmente e schizzando il braccio di De Witt con l'icore. De Witt ha quindi iniziato a perdere la sanità mentale e a sviluppare macchie cutanee simili a quelle di Norah. La squadra aveva tentato di replicare il rituale, ma lo aveva abbandonato dopo che la nave che li aveva portati, la Lady Shannon, si era arenata nelle vicinanze. Norah replica il rituale, facendo riempire il pozzo di melma con lei dentro. Ha una visione in cui cammina da una scogliera in un fiume, mentre è osservata da una gigantesca creatura dall'aspetto anfibio, e si ritrova trasformata in una creatura marina.
Norah si sveglia vicino alla arenata Lady Shannon e la trova fatta a pezzi con segni di artigli, con il suo equipaggio scomparso. Scopre che la spedizione aveva allestito un altro campo e De Witt, ora pazzo, aveva accoltellato Frank, ma è stato fermato e legato, per poi scomparire. Il team aveva scoperto un organo scolpito nella roccia e lo aveva usato per aprire un passaggio a un tempio sulla cima dell'isola. Norah si reca al tempio, dove la spedizione aveva impiegato degli altoparlanti per usare la musica dell'organo per aprire la porta del tempio. Ciò ha causato una frana, mentre Frank aveva ceduto alla sua coltellata. Dopo aver ripristinato l'alimentazione agli altoparlanti, Norah viene messa fuori combattimento e sogna un deserto circondato dalle ossa di creature marine e il carillon di sua madre, che suonava la musica dell'organo. Cantando, Norah apre il tempio e trova un biglietto di Harry che spiega che non è malata, ma che invece si sta trasformando in qualcosa di nuovo.
Norah trova le porte che le permettono di trasformarsi nella sua forma anfibia. Arriva in un villaggio, utilizzato dagli abitanti dell'isola, che erano "schiavi" di padroni sconosciuti. Trova una nota di Harry che spiega che i padroni hanno portato i loro schiavi in un "santuario" per completare la loro trasformazione, che intendeva subire per diventare come Norah, in modo che potessero stare insieme. Ciò ha portato a discussioni tra Cassandra e Teaharoa, che hanno portato quest'ultimo a lasciare l'isola. Norah si reca al santuario, trovando creature marine che la trattano con familiarità. Si sente anche più "viva" sull'isola di quanto non lo sia mai stata.
Al santuario, trova un biglietto di Harry in cui sembra perdere la sanità mentale, con il sangue che entra nell'edificio. Norah entra nella sala del trono e trova un corpo mutato, con accanto gli occhiali di Harry. Si rende conto che il corpo è di Cassandra, che, bramando l'immortalità delle creature marine, aveva sparato a Harry, tentato di trasformarsi in loro ed era morta nel processo. Harry capì che il rituale non avrebbe funzionato su di lui e se ne andò. Ha inviato il pacco a Norah, fingendo la sua morte nel tentativo di convincerla a subire la trasformazione e salvarsi.
A seconda della scelta del giocatore, Norah può completare la sua trasformazione o rifiutarla. Se si trasforma, abbandona la sua umanità e si reca in una città sottomarina per una vita eterna apparentemente gioiosa, a costo di non rivedere mai più Harry. Se lo rifiuta, vive il resto dei suoi ultimi anni con Harry. Durante i titoli di coda, Norah e Harry cantano insieme la loro canzone preferita, Dear Old Pal of Mine. A seconda della scelta, la coppia finirà la canzone o verrà interrotta dalla malattia di Norah. Indipendentemente dal finale, Harry viene lasciato solo e anni dopo, ora lavora come Preside di Archeologia alla Miskatonic University, riflette se ha preso la decisione giusta mentendo a Norah.

## Modalità di gioco
Call of the Sea è un videogioco d'avventura in prima persona. È ambientato negli anni '30 e i giocatori assumono il controllo di Norah (Cissy Jones), che deve esplorare un'isola nel Pacifico meridionale per trovare suo marito, Harry (Yuri Lowenthal), scomparso dopo aver intrapreso una spedizione. Non presenta un sistema di combattimento e i giocatori avanzano nel gioco risolvendo vari enigmi.

## Sviluppo
Call of the Sea è il titolo di debutto di Out of the Blue, uno studio indipendente con sede a Madrid, in Spagna, La squadra era composta da circa 12 persone. Secondo Tatiana Delgado, la fondatrice di Out of the Blue, il gioco è stato fortemente ispirato dalle opere di H.P. Lovecraft. Tuttavia, ha aggiunto che hanno preso ispirazione solo dalla parte "surreale" e "onirica" del suo lavoro e ha affermato che il gioco non sarebbe stato un gioco horror. Ha aggiunto che "Call of the Sea non è una discesa nella follia, ma un'ascesa alla sanità mentale". Il gioco era incentrato sulla narrativa, con il team che lavorava per garantire che gli enigmi presenti nel gioco fossero completamente integrati con la storia. Ha anche tratto influenza da altri giochi di avventura come Firewatch, Myst, Soma e Subnautica.
È stato annunciato il 7 maggio 2020, durante un evento digitale ospitato da Xbox Game Studios. È stato poi pubblicato per Windows, Xbox One e Xbox Series X/S l'8 dicembre 2020 e successivamente, l'11 maggio 2021 per PlayStation 4 e PlayStation 5.

## Accoglienza
| Testata                          | Versione | Giudizio |
| -------------------------------- | -------- | -------- |
| Metacritic (media al 08-12-2020) | PC       | 78/100   |
| Multiplayer.it                   | -        | 7.3/10   |
| Everyeye.it                      | XSX      | 7.2/10   |

Call of the Sea ha avuto una generale critica positiva, grazie alla narrativa e l'ambientazione dell'isola, ma è stato criticato per alcuni enigmi del gioco definiti come stupidi. Il gioco ha "recensioni generalmente favorevoli" su Metacritic.